# Correlación magnetoestructural
Las correlaciones magnetoestructurales son las que se establecen entre las propiedades magnéticas, generalmente parámetros de canje magnético o transferencia electrónica, y la estructura molecular o cristalina de un compuesto. 
Es posible estudiar una familia de compuestos con estructuras similares (o relacionadas entre sí) y extraer correlaciones estadísticas, que relacionen cambios estructurales con cambios en los parámetros.
También se han propuesto teorías generales, aplicables a compuestos de diferentes familias, como el modelo de Goodenough y Kanamori, que establece que el canje entre dos metales de transición tiende a ser antiferromagnético cuando los lóbulos de sus orbitales tienen una integral de solapamiento diferente de cero, mientras que tiende a ser ferromagnético cuando el recubrimiento entre los orbitales es apreciable, pero el solapamiento neto es nulo (ortogonalidad).
- Datos: Q5789280